# ويليام إي. ثورمان
ويليام إي. ثورمان (بالإنجليزية: William E. Thurman)‏ هو ضابط أمريكي، ولد في 17 مايو 1931 في هودغنفيل في الولايات المتحدة.